# Чемпионат Европы по футболу 2024 среди юношей до 17 лет
Чемпионат Европы по футболу до 17 лет 2024 года (греч. 2024 Ευρωπαϊκό πρωτάθλημα ποδοσφαίρου Κ-17; тур. 2024 Avrupa 17 Yaş Altı Futbol Şampiyonası; англ. 2024 UEFA European Under-17 Championship) — 21-й розыгрыш чемпионата Европы по футболу среди юношей до 17 лет (и 40-й розыгрыш юношеского чемпионата Европы, включая турниры до 16 лет), который прошёл на Кипре с 20 мая по 5 июня 2024 года. В турнире приняли участие футболисты, родившиеся не раньше 1 января 2007 года.

## Выбор места проведения
Кипр был утверждён как страна-хозяйка турнира решением исполнительного комитета УЕФА в Монтрё в апреле 2021 года.

## Квалификация
В отборочном турнире приняли участие 54 из 55 национальных сборных (кроме Кипра, хозяина турнира, получившего автоматическую квалификацию), которые сразились за оставшиеся 15 мест в финальном турнире.

### Квалифицировались в финальный турнир
Следующие команды квалифицировались в финальный турнир на Кипре.
| Сборная    | Способ квалификации             | Участие | В последний раз | Лучший результат                                    |
| ---------- | ------------------------------- | ------- | --------------- | --------------------------------------------------- |
| Кипр       | Организатор                     | 1-е     | Дебют           | Дебют                                               |
| Франция    | Победитель элитной группы 1     | 15-е    | 2023            | Чемпион (2004, 2015, 2022)                          |
| Швеция     | Победитель элитной группы 2     | 6-е     | 2022            | Полуфиналист (2013)                                 |
| Италия     | Победитель элитной группы 3     | 12-е    | 2023            | Финалист (2013, 2018, 2019)                         |
| Украина    | Победитель элитной группы 4     | 7-е     | 2017            | Групповой этап (2002, 2004, 2007, 2013, 2016, 2017) |
| Португалия | Победитель элитной группы 5     | 11-е    | 2023            | Чемпион (2003, 2016)                                |
| Дания      | Победитель элитной группы 6     | 7-е     | 2022            | Полуфиналист (2011)                                 |
| Австрия    | Победитель элитной группы 7     | 7-е     | 2019            | Третье место (2003)                                 |
| Польша     | Победитель элитной группы 8     | 7-е     | 2023            | Полуфиналист (2012, 2023)                           |
| Англия     | Второе место в элитной группе 1 | 16-е    | 2023            | Чемпион (2010, 2014)                                |
| Уэльс      | Второе место в элитной группе 2 | 2-е     | 2023            | Групповой этап (2023)                               |
| Словакия   | Второе место в элитной группе 4 | 2-е     | 2013            | Полуфиналист (2013)                                 |
| Хорватия   | Второе место в элитной группе 5 | 6-е     | 2023            | 4-е место (2005)                                    |
| Сербия     | Второе место в элитной группе 6 | 10-е    | 2023            | Полуфиналист (2022)                                 |
| Испания    | Второе место в элитной группе 7 | 16-е    | 2023            | Чемпион (2007, 2008, 2017)                          |
| Чехия      | Второе место в элитной группе 8 | 7-е     | 2019            | Финалист (2006)                                     |

## Стадионы
Турнир пройдёт на 6 стадионах в 4 разных городах.
| Ларнака                                | Ларнака              | Ларнака             |
| -------------------------------------- | -------------------- | ------------------- |
| Аммохостос                             | Георгиос Карапатакис | Антонис Пападопулос |
| Вместимость: 5500                      | Вместимость: 7303    | Вместимость: 10 320 |
|                                        |                      |                     |
| Лимасол Дасаки-Ахнас Паралимни Ларнака |                      |                     |
| Дасахи-Ахнас                           | Лимасол              | Паралимни           |
| Дасаки                                 | Лимасол              | Паралимни           |
| Вместимость: 5422                      | Вместимость: 11 000  | Вместимость: 5800   |
|                                        |                      |                     |

## Судьи
| Яспер Верготе Радослав Гидженов Антони Бандич Якоб Сундберг Давид Фуксман Менелаос Антониу | Мигел Ногейра Ненад Минакович Мохаммед аль-Эмара Пьер Гайюст Анте Чулина Ян Петршик |

## Групповой этап
В каждой из четырёх групп сыграли по четыре команды. Команды, занявшие первое и второе место, вышли в четвертьфинал.
| Критерии классификации команд на групповом этапе |
| --- |
| На групповом этапе команды ранжируются по следующим показателям: 1. очки, набранные во всех матчах группового этапа; 2. очки, набранные в очных встречах между командами с равным количеством очков; 3. разница голов в очных встречах между командами с равенством предыдущих показателей; 4. голы, забитые в очных встречах между командами с равенством предыдущих показателей; 5. разница голов во всех групповых матчах; 6. голы, забитые во всех групповых матчах; 7. послематчевые пенальти (только если у двух команд есть равенство по вышеуказанным показателям и они встречаются в последнем раунде группового этапа); 8. дисциплинарные показатели - жёлтая карточка: −1 очко; - непрямая красная карточка (вторая жёлтая карточка): −3 очка; - прямая красная карточка: −3 очка; 9. коэффициенты УЕФА, которые использовались при жеребьёвке отборочного раунда; 10. жребий. |

### Группа A
| Поз | Команда  | И | В | Н | П | МЗ | МП | РМ | О | Квалификация     |
| --- | -------- | - | - | - | - | -- | -- | -- | - | ---------------- |
| 1   | Чехия    | 3 | 3 | 0 | 0 | 12 | 4  | +8 | 9 | Выход в плей-офф |
| 2   | Сербия   | 3 | 2 | 0 | 1 | 7  | 5  | +2 | 6 | Выход в плей-офф |
| 3   | Украина  | 3 | 1 | 0 | 2 | 3  | 4  | −1 | 3 |                  |
| 4   | Кипр (Х) | 3 | 0 | 0 | 3 | 1  | 10 | −9 | 0 |                  |

| Сербия     | 1:0     | Украина |
| ---------- | ------- | ------- |
| Макевич 2′ | (отчёт) |         |

| Кипр | 0:5     | Чехия                                                                         |
| ---- | ------- | ----------------------------------------------------------------------------- |
|      | (отчёт) | - Коларжик 26′ - Наскос 28′ (пен.) - Нехватал 40′ - Пенкса 81′ - Квачек 90+3′ |

| Украина              | 1:3     | Чехия                                 |
| -------------------- | ------- | ------------------------------------- |
| Дигтярь 90+5′ (пен.) | (отчёт) | - Моудрый 12′ (пен.) - Пенкса 61′ 88′ |

| Кипр          | 1:3     | Сербия                                         |
| ------------- | ------- | ---------------------------------------------- |
| П. Иоанну 34′ | (отчёт) | - Цветкович 45+3′ - Стоянович 53′ - Костов 63′ |

| Украина                 | 2:0     | Кипр |
| ----------------------- | ------- | ---- |
| Богданов 30′ 48′ (пен.) | (отчёт) |      |

| Чехия                                                  | 4:3     | Сербия                                   |
| ------------------------------------------------------ | ------- | ---------------------------------------- |
| - Коларжик 8′ - Бельжик 64′ (пен.) 89′ - Колисек 90+3′ | (отчёт) | - Костов 7′ - Костич 21′ - Цветкович 72′ |

### Группа B
| Поз | Команда  | И | В | Н | П | МЗ | МП | РМ | О | Квалификация     |
| --- | -------- | - | - | - | - | -- | -- | -- | - | ---------------- |
| 1   | Австрия  | 3 | 2 | 1 | 0 | 7  | 0  | +7 | 7 | Выход в плей-офф |
| 2   | Дания    | 3 | 1 | 1 | 1 | 4  | 6  | −2 | 4 | Выход в плей-офф |
| 3   | Хорватия | 3 | 0 | 3 | 0 | 3  | 3  | 0  | 3 |                  |
| 4   | Уэльс    | 3 | 0 | 1 | 2 | 1  | 6  | −5 | 1 |                  |

| Дания                        | 2:0     | Уэльс |
| ---------------------------- | ------- | ----- |
| - Оби 45+2′ - Йоханнесен 48′ | (отчёт) |       |

| Хорватия | 0:0     | Австрия |
| -------- | ------- | ------- |
|          | (отчёт) |         |

| Дания                        | 2:2     | Хорватия                |
| ---------------------------- | ------- | ----------------------- |
| - Абильдгор 36′ - Риснес 60′ | (отчёт) | - Чович 41′ - Микич 47′ |

| Австрия                                     | 3:0     | Уэльс |
| ------------------------------------------- | ------- | ----- |
| - Хеммерле 30′ - Цабрански 51′ - Ригель 84′ | (отчёт) |       |

| Австрия                                | 4:0     | Дания |
| -------------------------------------- | ------- | ----- |
| - Мойци 11′ 29′ - Адедженугуре 50′ 52′ | (отчёт) |       |

| Уэльс     | 1:1     | Хорватия   |
| --------- | ------- | ---------- |
| Аллен 32′ | (отчёт) | Дурдов 24′ |

### Группа C
| Поз | Команда  | И | В | Н | П | МЗ | МП | РМ | О | Квалификация     |
| --- | -------- | - | - | - | - | -- | -- | -- | - | ---------------- |
| 1   | Италия   | 3 | 3 | 0 | 0 | 6  | 1  | +5 | 9 | Выход в плей-офф |
| 2   | Польша   | 3 | 1 | 1 | 1 | 6  | 4  | +2 | 4 | Выход в плей-офф |
| 3   | Швеция   | 3 | 0 | 2 | 1 | 3  | 4  | −1 | 2 |                  |
| 4   | Словакия | 3 | 0 | 1 | 2 | 0  | 6  | −6 | 1 |                  |

| Словакия | 0:0     | Швеция |
| -------- | ------- | ------ |
|          | (отчёт) |        |

| Италия                     | 2:0     | Польша |
| -------------------------- | ------- | ------ |
| - Москони 5′ - Колетта 72′ | (отчёт) |        |

| Италия                       | 2:0     | Словакия |
| ---------------------------- | ------- | -------- |
| - Камарда 30′ - Либерали 38′ | (отчёт) |          |

| Швеция                      | 2:2     | Польша                        |
| --------------------------- | ------- | ----------------------------- |
| - Антви 14′ - Божичевич 55′ | (отчёт) | - Адконис 24′ - Изунванне 67′ |

| Швеция        | 1:2     | Италия                   |
| ------------- | ------- | ------------------------ |
| Божичевич 57′ | (отчёт) | - Кама 75′ - Камарда 80′ |

| Польша                                             | 4:0     | Словакия |
| -------------------------------------------------- | ------- | -------- |
| - Изунванне 11′ 45′ - Петушевский 30′ - Героба 68′ | (отчёт) |          |

### Группа D
| Поз | Команда    | И | В | Н | П | МЗ | МП | РМ | О | Квалификация     |
| --- | ---------- | - | - | - | - | -- | -- | -- | - | ---------------- |
| 1   | Португалия | 3 | 2 | 0 | 1 | 7  | 4  | +3 | 6 | Выход в плей-офф |
| 2   | Англия     | 3 | 2 | 0 | 1 | 8  | 5  | +3 | 6 | Выход в плей-офф |
| 3   | Франция    | 3 | 2 | 0 | 1 | 3  | 5  | −2 | 6 |                  |
| 4   | Испания    | 3 | 0 | 0 | 3 | 2  | 6  | −4 | 0 |                  |

| Испания   | 1:2     | Португалия              |
| --------- | ------- | ----------------------- |
| Яньес 20′ | (отчёт) | - Варела 25′ - Мора 33′ |

| Франция | 0:4     | Англия                                  |
| ------- | ------- | --------------------------------------- |
|         | (отчёт) | - Мур 2′ 39′ - Дипепа 34′ - Нванери 51′ |

| Франция    | 1:0     | Испания |
| ---------- | ------- | ------- |
| Молебе 86′ | (отчёт) |         |

| Португалия                                 | 4:1     | Англия  |
| ------------------------------------------ | ------- | ------- |
| - Мора 34′ 48′ - Г. Силва 64′ - Патран 68′ | (отчёт) | Мур 43′ |

| Португалия | 1:2     | Франция                     |
| ---------- | ------- | --------------------------- |
| Патран 38′ | (отчёт) | - Стерналь 36′ - Молебе 81′ |

| Англия                             | 3:1     | Испания  |
| ---------------------------------- | ------- | -------- |
| - Меука 6′ - Мур 73′ - Нванери 85′ | (отчёт) | Арну 23′ |

## Плей-офф

### Сетка
|  | Четвертьфиналы   | Четвертьфиналы   |                  |       | Полуфиналы | Полуфиналы |  |  | Финал | Финал |
|  |                  |                  |                  |       |            |            |  |  |       |       |
|  | 29 мая — Ларнака |                  |                  |       |            |            |  |  |       |       |
|  |                  |                  |                  |       |            |            |  |  |       |       |
|  | Чехия            | 1 (3)            |                  |       |            |            |  |  |       |       |
|  | Чехия            | 1 (3)            | 2 июня — Ларнака |       |            |            |  |  |       |       |
|  | Дания (пен.)     | 1 (5)            |                  |       |            |            |  |  |       |       |
|  | Дания (пен.)     | 1 (5)            | Дания            | 0     |            |            |  |  |       |       |
|  | 30 мая — Ларнака |                  | Дания            | 0     |            |            |  |  |       |       |
|  |                  | Италия           | 1                |       |            |            |  |  |       |       |
|  | Италия (пен.)    | Италия           | 1                | 1 (5) |            |            |  |  |       |       |
|  | Италия (пен.)    |                  | 5 июня — Лимасол | 1 (5) |            |            |  |  |       |       |
|  | Англия           | 1 (4)            |                  |       |            |            |  |  |       |       |
|  | Англия           | 1 (4)            | Италия           | 3     |            |            |  |  |       |       |
|  | 29 мая — Ларнака |                  | Италия           | 3     |            |            |  |  |       |       |
|  |                  | Португалия       | 0                |       |            |            |  |  |       |       |
|  | Австрия          | Португалия       | 0                | 2     |            |            |  |  |       |       |
|  | Австрия          | 2 июня — Ларнака |                  | 2     |            |            |  |  |       |       |
|  | Сербия           | 3                |                  |       |            |            |  |  |       |       |
|  | Сербия           | 3                | Сербия           | 2     |            |            |  |  |       |       |
|  | 30 мая — Ларнака |                  | Сербия           | 2     |            |            |  |  |       |       |
|  |                  | Португалия       | 3                |       |            |            |  |  |       |       |
|  | Португалия       | Португалия       | 3                | 2     |            |            |  |  |       |       |
|  | Португалия       |                  |                  | 2     |            |            |  |  |       |       |
|  | Польша           | 1                |                  |       |            |            |  |  |       |       |
|  | Польша           | 1                |                  |       |            |            |  |  |       |       |

### Четвертьфиналы
| Чехия                               | 1:1     | Дания                                        |
| ----------------------------------- | ------- | -------------------------------------------- |
| Пенкса 71′                          | (отчёт) | Оби 82′                                      |
| Пенальти                            |         |                                              |
| - Наскос - Сосна - Моудрый - Пенкса | 3:5     | - Маркманн - Хюсени - Оби - Андерсен - Хёйер |

| Австрия             | 2:3     | Сербия                              |
| ------------------- | ------- | ----------------------------------- |
| Адедженугуре 1′ 79′ | (отчёт) | - Ранкович 4′ 45+1′ - Цветкович 55′ |

| Португалия                 | 2:1     | Польша        |
| -------------------------- | ------- | ------------- |
| - Фелисисиму 5′ - Мора 59′ | (отчёт) | Изунванне 34′ |

| Италия                                               | 1:1     | Англия                                      |
| ---------------------------------------------------- | ------- | ------------------------------------------- |
| Либерали 29′                                         | (отчёт) | Нванери 16′                                 |
| Пенальти                                             |         |                                             |
| - Лауричелла - Натали - Орланди - Либерали - Камарда | 5:4     | - Мур - Харрисон - Амасс - Нванери - Дипепа |

### Полуфиналы
| Сербия                                  | 2:3     | Португалия                                          |
| --------------------------------------- | ------- | --------------------------------------------------- |
| - Цветкович 22′ - Фелисисиму 37′ (авт.) | (отчёт) | - Дамьянович 60′ (авт.) - Мора 89′ - Тровишку 90+5′ |

| Дания | 0:1     | Италия      |
| ----- | ------- | ----------- |
|       | (отчёт) | Колетта 30′ |

### Финал
| Италия                         | 3:0     | Португалия |
| ------------------------------ | ------- | ---------- |
| - Колетта 7′ - Камарда 16′ 50′ | (отчёт) |            |

## Чемпион
| Чемпион Европы по футболу среди юношей до 17 лет 2024 |
| ----------------------------------------------------- |
| Италия Второй титул                                   |

## Бомбардиры
Примечание: В скобках указано, сколько голов из общего числа забито с пенальти.
5 голов
- Родригу Мора

4 гола
- Огенетеджири Адедженугуре
- Майки Мур
- Франческо Камарда
- Майкл Изунванне
- Михайло Цветкович
- Ондржей Пенкса

3 гола
- Итан Нванери
- Федерико Колетта

2 гола
- Филипп Мойци
- Чидо Оби
- Маттия Либерали
- Афонсу Патран
- Василие Костов
- Джордже Ранкович
- Дмитрий Богданов (1)
- Энцо Молебе
- Карел Бельжик (1)
- Йосеф Коларжик
- Фред Божичевич

1 гол
- Адриан Ригель
- Мауро Хеммерле
- Валентин Цабрански
- Бейли Дипепа
- Шим Меука
- Лассе Абильдгор
- Софус Йоханнесен
- Роберто Риснес
- Адриан Арну
- Даниэль Яньес
- Кристиан Кама
- Маттиа Москони
- Петрос Иоанну
- Якуб Адконис
- Станислав Героба
- Оскар Петушевский
- Кардозу Варела
- Габриэл Силва
- Жуан Тровишку
- Эдуарду Фелисисиму
- Богдан Костич
- Душан Макевич
- Виктор Стоянович
- Кирилл Дигтярь (1)
- Круз Аллен
- Энзо Стерналь
- Бруно Дурдов
- Ноа Микич
- Патрис Чович
- Матей Квачек
- Якуб Колисек
- Лукаш Моудрый (1)
- Марек Наскос (1)
- Матиаш Нехватал
- Генесис Антви

Автоголы
- Алекса Дамьянович в матче против Португалии
- Эдуарду Фелисисиму в матче против Сербии